# American Hustle
American Hustle (deutsch Amerikanische Abzocke) ist ein US-amerikanisches Filmdrama von David O. Russell aus dem Jahr 2013 mit Christian Bale und Amy Adams in den Hauptrollen sowie Bradley Cooper, Jennifer Lawrence und Jeremy Renner in den Nebenrollen. Die Handlung basiert lose auf der FBI-Operation Abscam.
Premiere in Deutschland war der 7. Februar 2014 im Rahmen der 64. Berlinale. Er war der einzige Film, der bei der Oscarverleihung 2014 für die Big Five nominiert war sowie für fünf weitere Oscars, erhielt jedoch keinen davon.

## Handlung
Der Trickbetrüger Irving Rosenfeld führt 1978 im Großraum New York ein gutes Leben. Mit seiner Frau Rosalyn ist er nicht glücklich, kann sie jedoch nicht verlassen, weil sie ihm androht, ihm dann den Kontakt zu seinem geliebten Adoptivsohn Danny zu verwehren. Irvings Geliebte Sydney Prosser hilft ihm bei den Trickbetrügereien, indem sie sich als die adlige Britin „Edith Greensley“ ausgibt und Kontakte zu britischen Banken vortäuscht.
Bei einem Kreditbetrug wird Sydney von dem FBI-Agenten Richie DiMaso überführt, der die beiden nun dazu zwingt, mit ihm bei der Festnahme anderer Krimineller zusammenzuarbeiten, um mildernde Umstände zu bekommen. Dazu soll einflussreichen Politikern, allen voran dem Bürgermeister der Stadt Camden, Carmine Polito, Bestechlichkeit nachgewiesen werden. Polito plant, mit Hilfe von Investitionsgeldern das Glücksspiel im Bundesstaat New Jersey neu zu beleben und somit viele Arbeitsplätze zu schaffen.
Unter Einsatz eines falschen Scheichs, der angeblich in den USA nach Anlagemöglichkeiten für sein Geld sucht, wird ein Treffen zwischen Polito, Irving, DiMaso und dem Mobster Victor Tellegio arrangiert, einem Untergebenen des berüchtigten Mafia-Bosses Meyer Lansky. Tellegio wittert Betrug und verlangt viel Geld und die Einbürgerung des Scheichs. Unterdessen freundet sich Irvings unberechenbare und unzufriedene Frau Rosalyn mit dem Mafioso Pete Musane an und plaudert Irvings vermeintliche Verstrickungen aus.
Mit Carmines Hilfe können Irving und DiMaso mehreren hochrangigen Politikern die Annahme von Bestechungsgeldern nachweisen. DiMaso ist besessen von der Festnahme Tellegios, während Irving feststellen muss, wie der ganze Plan außer Kontrolle gerät. Bei einem Treffen mit Tellegios Anwalt überweist die Gruppe – getrieben von DiMaso – Tellegio einen größeren Geldbetrag.
Mit Hilfe der gesammelten Nachweise kann das FBI später die korrupten Politiker festnehmen, unter ihnen auch Polito. Irving bedauert Politos drohende Festnahme jedoch, da sich zwischen ihnen eine Freundschaft entwickelt hat und Irving von Politos guten Absichten überzeugt ist.
Irving und Sydney haben allerdings das Treffen mit Tellegios Anwalt und die Überweisung nur vorgetäuscht. So können sie das Geld bzw. dessen Rückzahlung an das FBI jetzt als Druckmittel einsetzen, um für sich Immunität und für Polito ein reduziertes Strafmaß auszuhandeln. Außerdem erreicht Irving so, dass der Mafiaboss Tellegio sich keiner Strafverfolgung ausgesetzt sieht, was Irvings Überleben sichert. DiMasos Karriere ist wegen seiner Inkompetenz am Ende.
Zuletzt betreiben Irving und Sydney eine legale Kunstgalerie und leben mit Irvings Sohn als Familie zusammen. Rosalyn ist jetzt mit Musane zusammen.

## Hintergrund
An der Realisierung des Films waren die Filmproduktionsgesellschaften Atlas Entertainment und Annapurna Pictures beteiligt.
American Hustle wurde unter anderem in Boston gedreht.
Der Kinostart in den USA war am 13. Dezember 2013. Am 14. Dezember 2013 wurde American Hustle auf dem Dubai International Film Festival gezeigt. In Deutschland kam der Film am 13. Februar 2014 ins Kino.

## Rezeption
Der Film American Hustle wurde überwiegend positiv bewertet. Auf der Website Rotten Tomatoes erreichte der Film bei 92 Prozent der Rezensenten eine positive Bewertung.
FAZ-Rezensent Bert Rebhandl schrieb, der Film frisiere „die siebziger Jahre stilecht“ und zelebriere „ein wahres Fest der Täuschungen, Fakes und schauspielerischen Manierismen“.

## Synchronisation
Die Synchronarbeiten fanden bei der TaunusFilm Synchron GmbH in Berlin statt. Marius Clarén schrieb das Dialogbuch und führte die Dialogregie.
| Rolle             | Schauspieler      | Synchronsprecher   |
| ----------------- | ----------------- | ------------------ |
| Irving Rosenfeld  | Christian Bale    | David Nathan       |
| Richie DiMaso     | Bradley Cooper    | Tobias Kluckert    |
| Sydney Prosser    | Amy Adams         | Giuliana Jakobeit  |
| Carmine Polito    | Jeremy Renner     | Gerrit Schmidt-Foß |
| Rosalyn Rosenfeld | Jennifer Lawrence | Stephanie Kellner  |
| Stoddard Thorsen  | Louis C.K.        | Lutz Schnell       |
| Pete Musane       | Jack Huston       | Alexander Doering  |
| Victor Tellegio   | Robert De Niro    | Christian Brückner |
| Dolly Polito      | Elisabeth Röhm    | Cathlen Gawlich    |
| Paco Hernandez    | Michael Peña      | Tobias Müller      |
| Carl Elway        | Shea Whigham      | Michael Deffert    |

## Auszeichnungen
Oscarverleihung 2014
- Nominierung in der Kategorie Bester Film
- Nominierung in der Kategorie Beste Regie für David O. Russell
- Nominierung in der Kategorie Bestes Originaldrehbuch
- Nominierung in der Kategorie Beste Hauptdarstellerin für Amy Adams
- Nominierung in der Kategorie Bester Hauptdarsteller für Christian Bale
- Nominierung in der Kategorie Beste Nebendarstellerin für Jennifer Lawrence
- Nominierung in der Kategorie Bester Nebendarsteller für Bradley Cooper
- Nominierung in der Kategorie Bestes Kostümdesign für Michael Wilkinson
- Nominierung in der Kategorie Bestes Szenenbild
- Nominierung in der Kategorie Bester Schnitt

Golden Globe Awards 2014
- Auszeichnung in der Kategorie Bester Film – Komödie/Musical
- Auszeichnung in der Kategorie Beste Hauptdarstellerin – Komödie/Musical für Amy Adams
- Auszeichnung in der Kategorie Beste Nebendarstellerin für Jennifer Lawrence
- Nominierung in der Kategorie Bester Hauptdarsteller – Komödie/Musical für Christian Bale
- Nominierung in der Kategorie Bester Nebendarsteller für Bradley Cooper
- Nominierung in der Kategorie Beste Regie für David O. Russell
- Nominierung in der Kategorie Bestes Drehbuch für Eric Warren Singer und David O. Russell

British Academy Film Awards 2014
- Auszeichnung in der Kategorie Beste Nebendarstellerin für Jennifer Lawrence
- Auszeichnung in der Kategorie Bestes Originaldrehbuch
- Auszeichnung in der Kategorie Beste Maske
- Nominierung in der Kategorie Beste Regie für David O. Russell
- Nominierung in der Kategorie Bester Film
- Nominierung in der Kategorie Bester Hauptdarsteller für Christian Bale
- Nominierung in der Kategorie Beste Hauptdarstellerin für Amy Adams
- Nominierung in der Kategorie Bester Nebendarsteller für Bradley Cooper
- Nominierung in der Kategorie Beste Kostüme für Michael Wilkinson
- Nominierung in der Kategorie Bestes Szenenbild

Screen Actors Guild Awards 2014
- Auszeichnung in der Kategorie Bestes Schauspielensemble
- Nominierung in der Kategorie Beste Nebendarstellerin für Jennifer Lawrence

Critics’ Choice Movie Awards 2014
- Auszeichnung in der Kategorie Bestes Schauspielensemble
- Auszeichnung in der Kategorie Bestes Make-up
- Auszeichnung in der Kategorie Beste Komödie
- Auszeichnung in der Kategorie Beste Schauspielerin in einer Komödie für Amy Adams
- Nominierung in der Kategorie Bester Film
- Nominierung in der Kategorie Bester Hauptdarsteller für Christian Bale
- Nominierung in der Kategorie Bester Nebendarsteller für Bradley Cooper
- Nominierung in der Kategorie Beste Nebendarstellerin für Jennifer Lawrence
- Nominierung in der Kategorie Beste Regie für David O. Russell
- Nominierung in der Kategorie Bestes Originaldrehbuch für Eric Warren Singer & David O. Russell
- Nominierung in der Kategorie Bester Schnitt für Alan Baumgarten, Jay Cassidy & Crispin Struthers
- Nominierung in der Kategorie Beste Kostüme für Michael Wilkinson
- Nominierung in der Kategorie Bester Schauspieler in einer Komödie für Christian Bale